# 昌赣客运专线
昌赣客运专线，即京港高铁南昌至赣州段，北起南昌铁路枢纽和京九铁路在横岗站（今南昌南站）接轨，南至赣州市设赣州西站；铁路于2014年开工，于2019年12月26日通车运营。根据发改委的批复该线路旅客列车设计行车速度：350公里/小时，基础设施预留进一步提速条件。最小曲线半径：困难地段4000米，地形较好地段可适当放宽。根据规划远期，昌赣客运专线将新建线路引入南昌东站，与规划建设的昌九高速铁路接轨。

## 历史

### 前期准备
该线路最早于2008年8月提出，当时多称为昌吉赣城际铁路，计划在2009年开展前期工作，并将在南昌和昌九城际铁路对接。
2009年初计划在年底开建于2012年通车，设计时速为200公里/小时；然而2009年底仍然未开建，而此时武广客运专线通车，有报道指出对江西的影响时同时指出昌吉赣城际时速为300公里以上。
2010年2月原铁道部人员查看线路走向，规划线路沿京九线既有线至泰和后绕过兴国从万安到赣州；2010年9月昌吉赣和赣深被一同初步列入国家“十二五”铁路规划，昌吉赣、赣深计划将于2013年通车，时速为200～250公里；根据2010年底的报道将于2011年动工。
2011年5月出台“十二五”正式规划只将昌吉赣纳入，同月江西省联合广东省共同向铁道部行文要求将赣深客专也纳入“十二五”；2011年底又有报道表示将于2013年动工。
2012年11月16日铁道部召开了昌吉赣客运专线预可研审查会，计划时速超过300公里；11月18日铁道部人员在吉安对线路走向和车站位置进行实地考察，拟新建万安站和吉安西站；2012年底表示将计划在2013年开工。
2013年3月已前期勘测，全长约421公里；4月18日的《江西省城镇体系规划（2012-2030年）》中包含该线路。
2013年9月国家发改委批复“新建南昌至赣州铁路项目建议书”，10月21日至22日对昌吉赣客运专线进行可研报告评审评估踏勘；10月23日至25日中国铁路总公司在南昌召开新建南昌至赣州铁路客运专线可行性研究评审会，确认总投资预估为440亿元，并确认走向。
2013年11月29日新建铁路昌赣客运专线项目社会稳定风险分析公示
2013年12月9日新建铁路南昌至赣州客运专线（简称昌赣客运专线）进行环评。
2014年4月30日《建铁路南昌至赣州客运专线社会稳定风险评估公众参与公示》显示时速为350公里/小时。
2014年6月13日《新建铁路南昌至赣州客运专线环境影响评价第二次公示》。
2014年6月27日《新建铁路南昌至赣州客运专线环境影响报告书（全文本）》公示。
2014年8月4日《新建铁路南昌至赣州客运专线环境影响报告书（全文公示稿）》公示。
2014年8月27日江西省环境保护厅批复了《关于新建铁路南昌至赣州客运专线环境影响报告书》。
2014年9月9日施工图审核招标已经评审
2014年9月10日《规划选址意见书》批前公示。
2014年10月10日施工图审核招标中标候选人公示。
2014年11月3日工程的先建段兴国隧道站前工程的相关招标文件显示线路的时速为250 km/h，预留提升空间。
2014年11月5日发改委官网正式公布同年9月26日批复的《新建南昌至赣州铁路客运专线可行性研究报告》，显示旅客列车设计行车速度：250公里/小时，基础设施预留进一步提速条件；最小曲线半径：困难地段4000米，地形较好地段可适当放宽。
2014年11月20日昌赣客专初步设计方案通过初步设计审查。

### 开工建设
2014年12月20日开工，将按时速350公里建设。
2015年7月15日全线开工并表示将以设计时速250公里但保留基础设施预留进一步提速条件来建设，工程投资507.5亿元。
2019年6月3日，昌赣客运专线全线轨道贯通。
2019年11月25日，京港高铁南昌至赣州段进入运行试验阶段。
2019年12月26日，京港高铁南昌至赣州段正式开通运营。。

## 走向方案
该线路早期规划经过万安县并且不经过兴国县，但是随后的探测对两条走向都进行了探测，并考虑走折中路线；2014年6月的详细环评显示昌赣客运专线在泰和并站后将偏西南下至万安县县城东北侧约9公里的枧头镇建村村附近设万安站，随后转为偏南向东至兴国县县城西侧约8公里的埠头乡蕉田村附近设兴国西站；根据环评后网友贴出的图片，在泰和到赣州之间一共有6种走向设计。

## 沿途车站
| 路线 | 路线 | 路线 | 所在地区 | 所在地区 | 所在地区 | 车站     | 站间里程 （公里） | 连接铁路                             | 规模                                                    | 备注       |
| ---- | ---- | ---- | -------- | -------- | -------- | -------- | ----------------- | ------------------------------------ | ------------------------------------------------------- | ---------- |
|      |      |      | 江西省   | 南昌市   | 西湖区   | 南昌站   |                   | 京九铁路、昌九城际铁路 南昌地铁2号线 | 6站台14线                                               | 客运始发站 |
|      |      |      | 江西省   | 南昌市   | 南昌县   | 南昌南站 | 18.6              | 京九铁路                             |                                                         | 接轨站     |
|      |      |      | 江西省   | 宜春市   | 丰城市   | 丰城东站 | 46.026            |                                      |                                                         | 中间站     |
|      |      |      | 江西省   | 宜春市   | 樟树市   | 樟树东站 | 31.03             | 京九铁路                             |                                                         | 既有中间站 |
|      |      |      | 江西省   | 吉安市   | 新干县   | 新干东站 | 30.43             |                                      |                                                         | 中间站     |
|      |      |      | 江西省   | 吉安市   | 峡江县   | 峡江站   | 18.7              | 京九铁路                             |                                                         | 既有中间站 |
|      |      |      | 江西省   | 吉安市   | 吉水县   | 吉水西站 | 43.92             |                                      |                                                         | 中间站     |
|      |      |      | 江西省   | 吉安市   | 吉州区   | 吉安西站 | 23.895            |                                      |                                                         | 客运始发站 |
|      |      |      | 江西省   | 吉安市   | 泰和县   | 泰和站   | 35.084            | 京九铁路                             |                                                         | 既有中间站 |
|      |      |      | 江西省   | 吉安市   | 万安县   | 万安县站 | 37.342            |                                      |                                                         | 中间站     |
|      |      |      | 江西省   | 赣州市   | 兴国县   | 兴国西站 | 51.7              |                                      |                                                         | 中间站     |
|      |      |      | 江西省   | 赣州市   | 赣县区   | 赣县北站 | 37.112            | 赣瑞龙铁路                           |                                                         | 中间站     |
|      |      |      | 江西省   | 赣州市   | 南康区   | 赣州西站 | 44.292            | 赣深客运专线 赣州轨道交通4号线       | 客专场设4台8线，衡赣线普速场到发线4条站台1座共用客专1台 | 客运始发站 |

## 运营
2021年12月，昌赣高铁正式开通“铁路e卡通”业务。
| 始发站       | 终点站                 | 数量  | 时间        |
| ------------ | ---------------------- | ----- | ----------- |
| 本线始发列车 |                        |       |             |
| 赣州西站     | 南昌站/南昌西站        | 16对  | 1小时43分钟 |
| 赣州西站     | 武汉站                 | 2对   | 4小时32分钟 |
| 赣州西站     | 郑州东站               | 1对   | 4小时11分钟 |
| 赣州西站     | 杭州东站               | 1对   | 4小时11分钟 |
| 赣州西站     | 长沙南站               | 1对   | 4小时11分钟 |
| 赣州西站     | 南京南站               | 1对   | 4小时11分钟 |
| 赣州西站     | 九江站                 | 1对   | 4小时11分钟 |
| 赣州西站     | 景德镇北站             | 1对   | 4小时11分钟 |
| 瑞金站       | 南昌站/南昌西站        | 2对   | 2小时39分钟 |
| 瑞金站       | 北京西站               | 1对   | 12小时11分  |
| 跨线列车     |                        |       |             |
| 厦门市       | 武汉、西安、成都、南昌 | 共7对 |             |
| 福州市       | 萍乡市                 | 1对   |             |

## 轶事
动工后江西省铁路建设办公室特意向铁四院发来感谢函。
发改委的批文对时速使用的是“旅客列车设计行车速度：250公里/小时”而同天公布的连云港至镇江铁路为“速度目标值：250公里/小时”，使得批文公布后时速是250公里/小时还是350公里/小时一直成为该工程的热点话题。